# Finnische Mark

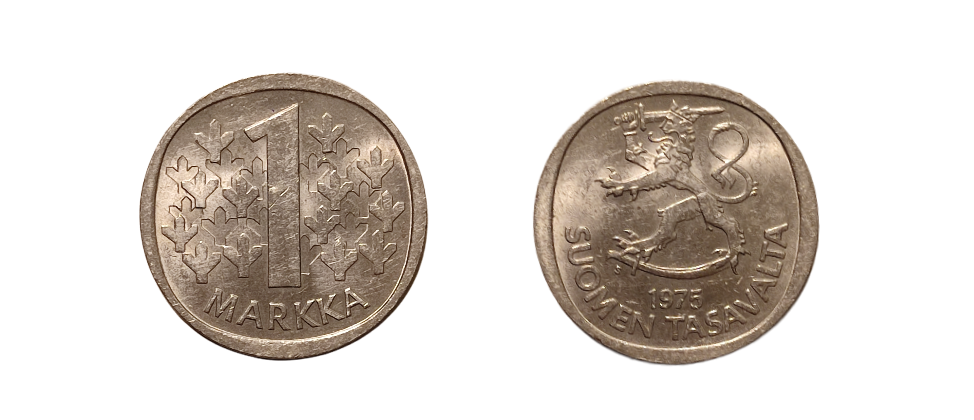
Eine finnische Mark (Markka) von 1975

Die finnische Mark (finnisch markka, schwedisch mark, deutsch auch Finnmark) ist die ehemalige Währungseinheit Finnlands.
Untereinheit war der Pfennig (finnisch/schwedisch penni; Abkürzung p), 100 Pfennig ergaben eine Mark. Als Abkürzung gebräuchlich war mk oder nach ISO 4217 FIM.

## Namensgeschichte
Im Gegensatze zu anderen skandinavischen Ländern – wo die Währungseinheit die Krone und als deren Hundertstel das Öre ist – wurde beschlossen, die 1860 neu eingeführte, eigene nationale Währung markka (Mark) und die Untereinheit penni (Pfennig) zu nennen. Der Währungsname Mark wurde gewählt, da er einerseits in Finnland nicht unbekannt war, andererseits aber auch, um sich damit eindeutig sowohl von Schweden (das die Krone benutzte) als auch von Russland (das den Rubel benutzte) abzugrenzen und auf die Eigenständigkeit Finnlands zumindest symbolisch auch in der Währung hinzuweisen. Ursprünglich schlug die Notenbank vor, der Untereinheit den recht allgemeinen Namen osa („Teil“) zu geben; der finnische Senat lehnte dies jedoch ab und schlug penni vor, wohl in Anlehnung an die deutsche Gepflogenheit, wo das Hundertstel der Mark ein Pfennig war.

## Währungsgeschichte
Wie Funde gezeigt haben, wurde in Finnland schon während der Römerzeit Handel getrieben. Dabei wurden kupferne römische Münzen verwendet. Im frühen Mittelalter wurde wie im übrigen Europa die Silberwährung üblich. Das Geld gelangte durch Handelsbeziehungen nach Finnland. Im 13. Jahrhundert besetzten die Schweden Finnland und führten das schwedische Währungssystem ein. In Turku, der damals größten Stadt Finnlands, wurde die erste bekannte Münzstätte angelegt, die im Auftrag des schwedischen Königs Münzen für den finnischen Teil des Königreichs prägte. Es waren dies Öre-, Mark- und Talermünzen.
Nachdem Finnland infolge des russisch-schwedischen Krieges 1809 ein Großfürstentum unter der Herrschaft des russischen Zaren geworden war, wurde das russische Währungssystem eingeführt. Es galt der Rubel, unterteilt in 100 Kopeken. 1811 genehmigte der Zar die Gründung der Finnischen Bank (Suomen Pankki/Finlands Bank). Sie hatte unter anderem die Aufgabe, das umlaufende schwedische Geld einzuziehen, so dass sich bis etwa 1840 der russische Silberrubel im Alltag durchsetzte.

Eine finnische Mark von 1866

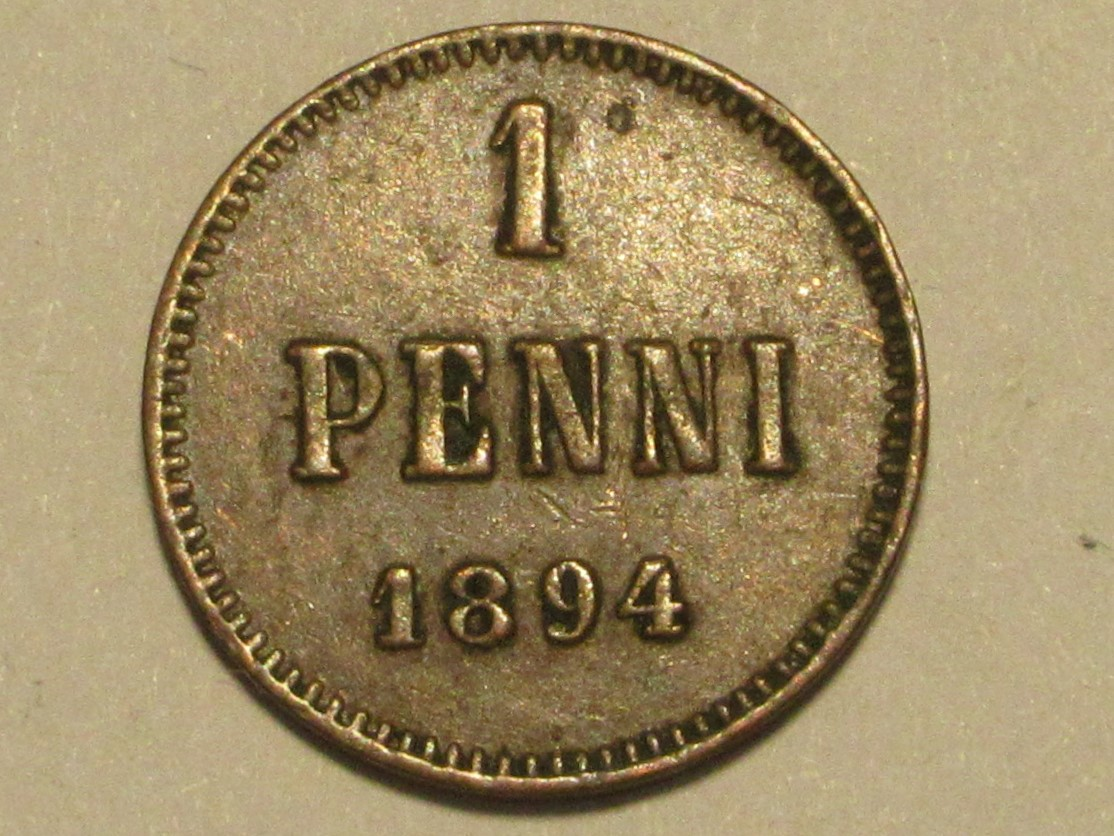
Finnischer Penni, 1894

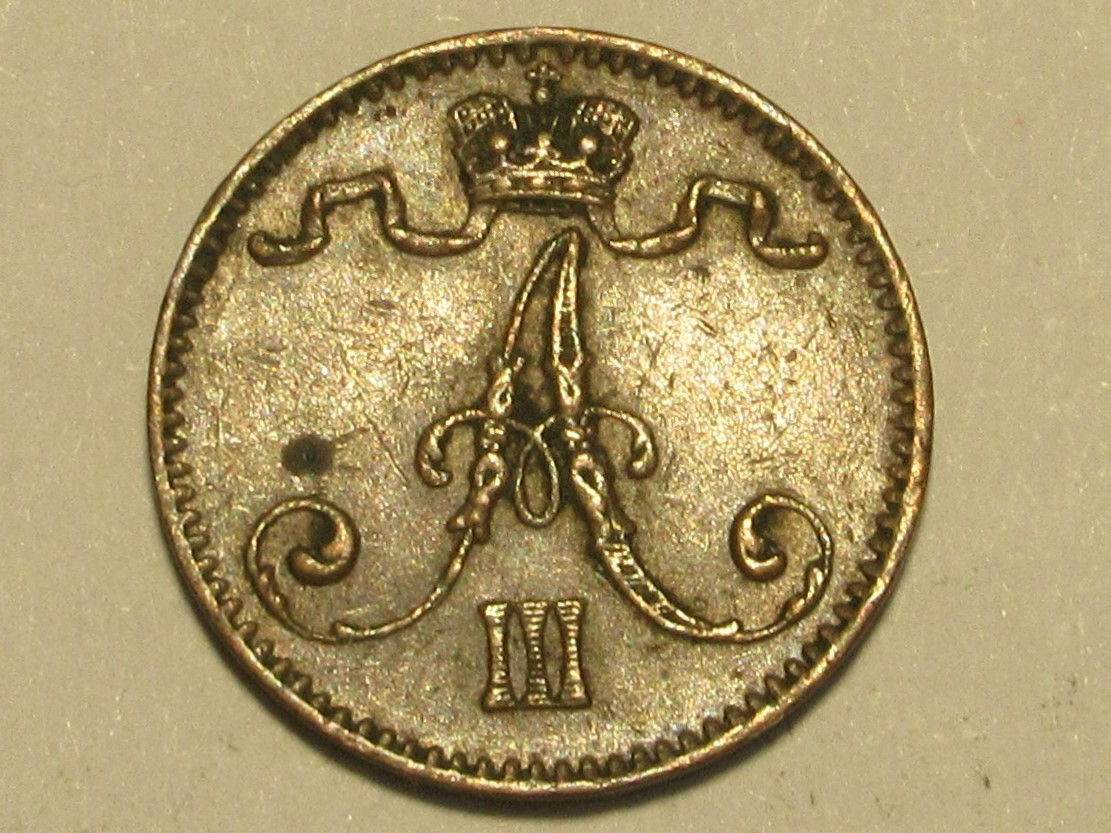
Rückseite des Penni, Monogramm Zar Alexanders III.

Während des Krimkriegs wurde in Russland kein Papiergeld mehr in Silber eingelöst, so dass Finnland eine Papiergeldinflation erlebte. Die Inflation betrug zwar nur 20 %, den Finnen war das jedoch zu viel. Die Finnische Bank hätte ihr eigenes Papiergeld gegen Silber eintauschen können, war jedoch verpflichtet, zudem das russische einzulösen. Einer Bitte der finnischen Politiker, zur Silberwährung zurückkehren zu dürfen, wurde vom Zaren nicht stattgegeben. Fabian Langenskiöld konnte den Zaren überzeugen, dass der Silberrubel eine zu große Einheit für ein so kleines Land wie Finnland sei. Er bekam daher die Erlaubnis, eigene Viertel-Rubel-Scheine zu drucken. Diese wurden am 1. April 1860 unter der Bezeichnung „Markka“ in Gebrauch genommen. Johan Vilhelm Snellman erreichte, dass diese Markka an Silber gekoppelt werden durfte. 1864 wurde mit der Münzproduktion begonnen, jetzt in dem von den Russen zur Hauptstadt ausgebauten Helsinki. Die offizielle Einführung geschah im Jahr darauf. Die Silbermark, unterteilt in 100 Penniä, wurde zur finnischen Währung, der Silberrubel besaß weiterhin Gültigkeit. Da in Russland noch der Papierrubel in Gebrauch war, wurden die Silberrubel in den Spardosen gehortet. Die finnischen Münzen setzten sich im allgemeinen Zahlungsverkehr durch.

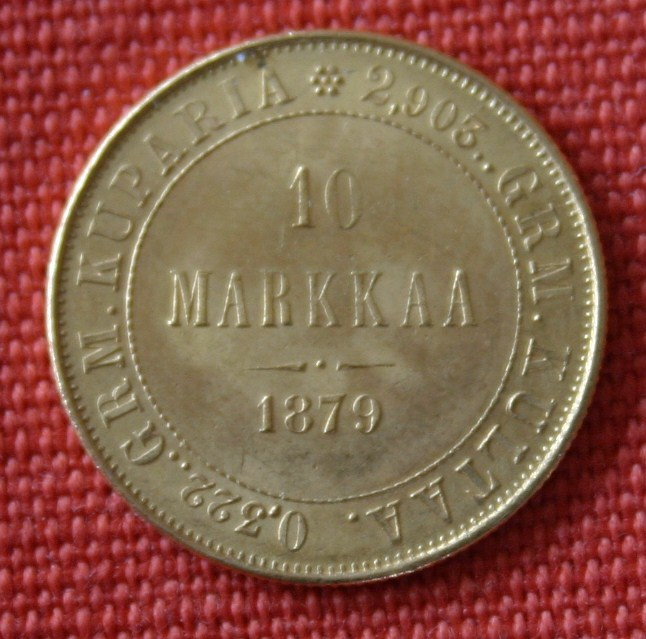
10 Markkaa, Goldmünze von 1879, 2,903 g Feingold / 0,322 g Kupfer, geprägt nach der Norm der Lateinischen Münzunion

In den 1870er Jahren rutschte der Silberpreis im Vergleich zum Gold allgemein ab, weshalb viele Staaten auf die Goldwährung umstellten. Als der Zar die Währungsänderung 1878 für Finnland genehmigte, führten die finnischen Politiker eine Goldwährung ein, die in Relation zum französischen Franc stand, während in Russland noch offiziell der Silberrubel und inoffiziell der Papierrubel genutzt wurde. Da die Währungsumstellung vom finnischen Landtag beschlossen war, konnte der Zar den gesamten Prozess nicht mehr rückgängig machen; denn alleine durfte er keine finnischen Gesetze ändern.
1886 erhielt die finnische Bank die Erlaubnis, eigene Banknoten auszugeben. Diese waren ab 1889 im Umlauf. 1915 wurde, wie von vielen anderen Banken Europas auch, die Umtauschgarantie der Banknoten in Gold aufgehoben.
Im Zuge der russischen Oktoberrevolution kam es in Finnland zu einem kurzen und heftigen Bürgerkrieg zwischen prorussischen Sympathisanten und finnischen Nationalisten, den letztere klar für sich entscheiden konnten. Aus dieser Zeit ist ein Münzsatz von 1, 5 und 10 Penniä aus Kupfer sowie 25 und 50 Penniä aus Silber mit veränderter Wappenseite bekannt.
Am 6. Dezember 1917 erklärte Finnland seine Unabhängigkeit und wurde eine selbständige Republik. Durch die Unabhängigkeit änderte sich an der Währung zunächst nichts. Es wurden jedoch neue Münzen ausgegeben.
Die Ålandinseln wurden nach einer Entscheidung des Völkerbundes vom 24. Juni 1921 weiterhin im finnischen Staatsgebiet belassen. Finnland musste sich verpflichten, der fast ausschließlich schwedischsprachigen Bevölkerung weitgehende Selbstverwaltungsrechte einzuräumen. Die finnische Mark wurde weiter als Zahlungsmittel verwendet.
1926 wurde mit der Rückkehr der Bindung an den Goldstandard versucht, die Währung zu stabilisieren. Aufgrund der starken Preisschwankungen des Edelmetalls wurde der Versuch fünf Jahre später wieder aufgegeben. Aus dieser Zeit sind Goldmünzen von 100 und 200 Markka bekannt.
Im Zweiten Weltkrieg gab es eine Reihe von Notmünzen aus Kupfer oder Eisen. Im Frieden von Paris verlor Finnland 1947 große Gebiete an die Sowjetunion, was zu einem kleineren Währungsraum führte.
1948 trat Finnland dem Internationalen Währungsfonds (IWF, (englisch IMF)) und der Weltbank bei. Die finnische Mark wurde in das System der festen Wechselkurse mit Bindung an den US-Dollar und das Gold aufgenommen. Dies führte nicht zu der erhofften Stabilisierung; eher verstärkten sich die inflationären Tendenzen noch. In den späten fünfziger Jahren wurde die Währung daher wieder uneingeschränkt konvertibel.

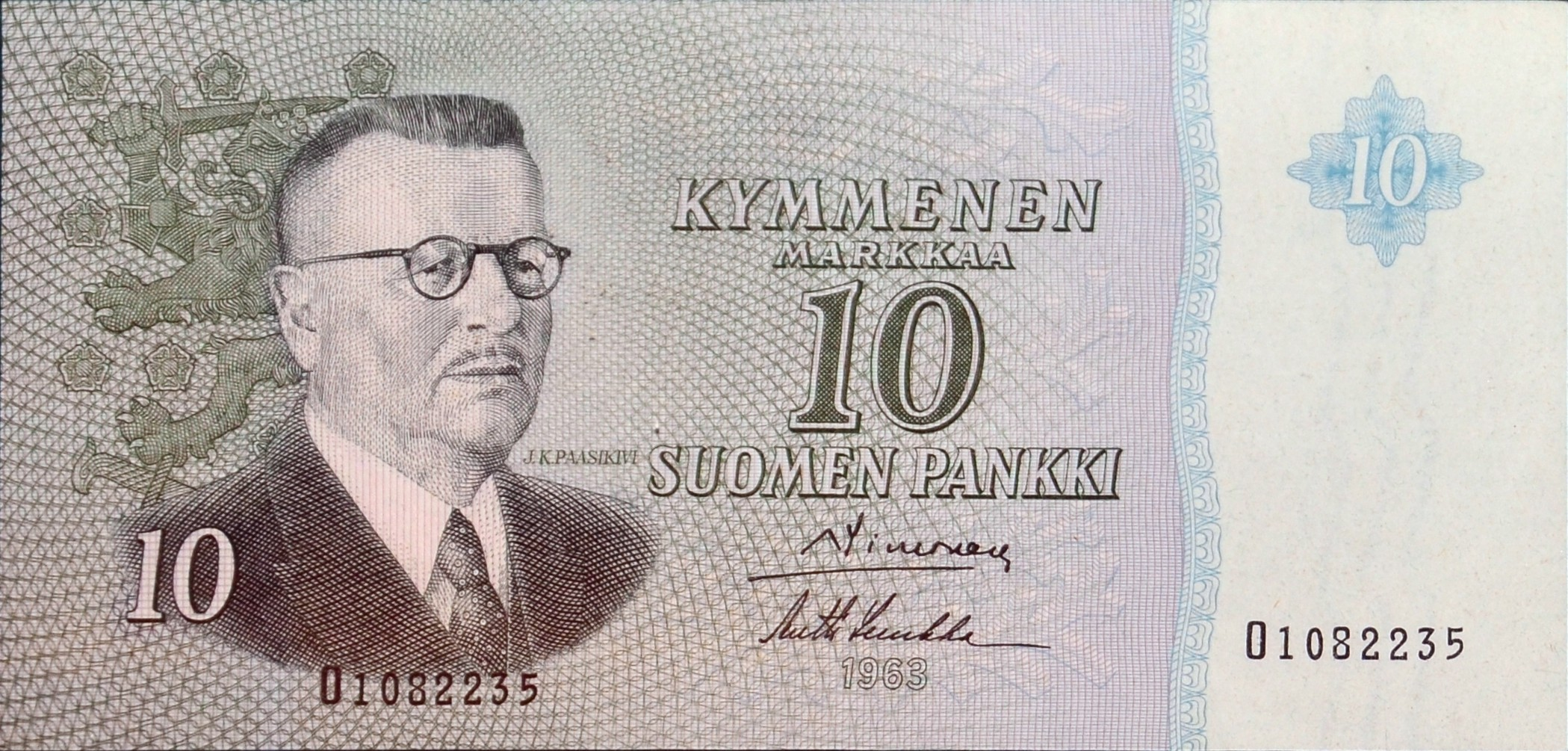
10 Mark von 1963

### Abwertung 1963
Aufgrund der sich fortsetzenden Inflation war zum 1. Januar 1963 eine Abwertung erforderlich, wobei zwei Nullen gestrichen und neues Geld ausgegeben wurde, das eine Zeit lang neben den alten Banknoten und Scheidemünzen gültig war.
Zu Beginn der 1970er Jahre versuchte die Finnische Bank, den Außenwert der finnischen Währung nicht wie bisher am Wert des Goldes auszurichten. Sie wandte ein damals übliches Verfahren, das des Warenkorbindexes, an, um die Schwankungen des Wechselkurses steuern zu können. Wie in Mitteleuropa war jedoch eine gleich bleibende, für heutige Verhältnisse relativ hohe Inflation zu verzeichnen.
Ende der 1970er Jahre wurde erst die 1-Penni-Münze und zehn Jahre später die 5-Penni-Münze abgeschafft, nachdem sie noch eine Weile aus Aluminium hergestellt worden waren. Zuletzt wurden bei Einkäufen, wie überall in Skandinavien, Beträge auf glatte Fünf-Penni-Summen und ab 1990 auf Zehn-Penni-Summen gerundet. 1986 wurde mit der Ausgabe fälschungssicherer Banknoten begonnen.
1991 wurde der Außenwert der finnischen Währung in Relation zum ECU definiert. 1995 wurde Finnland Mitglied der EU, und am 14. Oktober 1996 trat es dem europäischen Wechselkurssystem bei.
1999 wurde der Euro als Buchwährung mit festen Wechselkursen eingeführt. Der offizielle Umrechnungskurs wurde auf 5,94573 Mark = 1 Euro festgesetzt. Ab dem 1. Januar 2002 wurden die neuen Münzen und Banknoten ausgegeben. Die Finnische Bank tauschte die zuletzt vor der Euroeinführung gültig gewesenen Scheine und Münzen bis Ende Februar 2012 in Euro um. Seitdem haben sie nur noch Sammlerwert.

## Umrechnungskurse
- 1963 entsprach 1 Mk neu / 100 M alt 1,25 DM,
- 1978 entsprach 1 Mk 0,48 DM,

Wechselkurs DM zur Mk von 1972 bis 1999

- 1990 sank der Wert auf 0,43 DM und
- 1995 auf 0,32 DM
- 1999 wurde der Wechselkurs für 1 Mk auf 0,328947 DM festgesetzt.

## Übersicht der umlaufenden Münzen und Banknoten seit 1918
Seit 1918 gab es folgende Umlaufmünzen und Banknoten:
In den 1920er Jahren wurden 1-, 5- und 10-Pfennig-Münzen aus Kupfer und 25-, 50-Pfennig-Münzen sowie 1-Mark-Münzen aus Kupfernickel geprägt. Von 1918 ist ein 25-Pfennig-Schein bekannt. Der Goldstandard wurde 1926 durch ein 100- und ein 200-Mark-Stück dokumentiert.
Aufgrund der Geldentwertung wurde ab 1924 auf die 1-Pfennig-Münze verzichtet. In den 1930er Jahren wurden die 5- und 10-Pfennig-Münze in Kupfer, die 25-, 50-Pfennig-Münzen und 1-Mark-Münzen in Kupfernickel in gleicher Art weiter geprägt. Zusätzlich gab es ab 1928 neue 5- und 10- und ab 1931 20-Mark-Münzen aus einer Aluminiumbronzelegierung.
In den 1940er Jahren waren die Folgen des Zweiten Weltkriegs deutlich zu spüren. Das 5-Pfennig-Stück wurde bis 1943 noch in Kupfer geprägt und danach eingestellt. Die 10-, 25- und 50-Pfennig-Stücke wurden bis 1943 in Kupfer, danach in Eisen hergestellt. Das 1-Mark-Stück gab es in diesen Jahren in wechselnden Ausführungen sowohl in Kupfer als auch in Eisen; das 5-Mark-Stück wurde in Messing ausgeprägt. An Banknoten sind 10-, 20- und 50-Mark-Scheine von 1939 bekannt.
Bis 1953 war die Inflation so weit fortgeschritten, dass die Markwerte die Funktion der Pfennigmünzen übernahmen und in der gleichen Größe wie diese ausgemünzt wurden. Die 1- und 5-Mark-Münzen wurden aus mit Nickel plattiertem Eisen, die 10-, 20- und 50-Mark-Münzen aus Aluminiumbronze hergestellt. Das 20-Mark-Stück übernahm die Funktion des 25-Pfennig-Stückes. Außerdem wurden von 1956 bis 1959 und 1960 silberhaltige 100- und 200-Mark-Münzen hergestellt. An Banknoten waren folgende Werte im Umlauf: 100, 500, 1.000, 5.000 und 10.000 Mark.
Nach der Währungsumstellung 1963 wurden die neuen 1- und 5-Pfennig-Münzen wieder in Kupfer, die 10-, 20- und 50-Pfennig-Münzen in Aluminiumbronze und das 1-Mark-Stück in einer gering silberhaltigen Legierung geprägt. Die Größen entsprachen genau denen der Mark-Stücke vor der Umstellung, sodass die Münzen fast problemlos nebeneinander verwendet werden konnten. 1967 wurde eine Sondermünze aus Silber aufgelegt.
In den 1970er Jahren wurde das 1-Pfennig-Stück aus Aluminium, das 5-Pfennig-Stück wie bisher aus Kupfer, die 10-, 20- und 50-Pfennig-Stücke wie bisher aus Aluminiumbronze hergestellt. Das 1-Mark-Stück wurde jetzt aus Kupfernickel gefertigt. Hinzu kam ein 5-Mark-Stück aus Aluminiumbronze. Seit 1970 gab es weitere Sondermünzen aus Silber. Die Banknoten lauteten seit 1963 auf 1, 5, 10, 50 und 100 Mark. Von 1975 bis 1980 erschienen modernisierte 10-, 50- und 100-Mark-Scheine sowie ein neuer 500-Mark-Schein.
In den 1980er Jahren wurde erneut auf die 1-Pfennig-Münze verzichtet. Die 5- und 10-Pfennig-Münzen als kleinste Nominale wurden jetzt aus Aluminium hergestellt, die 20- und 50-Pfennig-Stücke unverändert aus Aluminiumbronze und das 1-Mark-Stück ebenfalls unverändert aus Kupfernickel. Das 5-Mark-Stück wurde in anderer Zeichnung in gleicher Legierung weiter geprägt. 1986 wurden neue Banknoten zu 10, 50, 100, 500 und 1.000 Mark ausgegeben.
In den 1990er Jahren wurde auf das 5-Pfennig-Stück verzichtet und das 10-Pfennig-Stück als kleinste Nominale in Kupfernickel geprägt. Die Herstellung des 20-Pfennig-Stücks wurde eingestellt. Ein 50-Pfennig-Stück wurde in neuer Zeichnung, das 1-Mark-Stück wurde ab 1993 mit neuer Zeichnung aus Aluminiumbronze geprägt. Ein neues 5- und ein zusätzliches 10-Mark-Stück wurden ausgegeben. Die Banknotenserie wurde 1993 durch einen 20-Mark-Schein ergänzt.
Anfang 2002 wurde die Mark durch den Euro ersetzt.

## Banknoten der letzten Serie vor der Euroeinführung
| Nennwert  | Bild                  | Bild                                                                   |
| --------- | --------------------- | ---------------------------------------------------------------------- |
| 10 Mark   | 10 Mark Vorderseite   | Paavo Nurmi (1897–1973), Leichtathlet                                  |
| 20 Mark   | 20 Mark Vorderseite   | Väinö Linna (1920–1992), Autor                                         |
| 50 Mark   | 50 Mark Vorderseite   | Alvar Aalto (1898–1976), Architekt und Designer                        |
| 100 Mark  | 100 Mark Vorderseite  | Jean Sibelius (1865–1957), Komponist                                   |
| 500 Mark  | 500 Mark Vorderseite  | Elias Lönnrot (1802–1884), Schriftsteller, Philologe und Arzt          |
| 1000 Mark | 1000 Mark Vorderseite | Anders Chydenius (1729–1803), Pfarrer, Politiker, Ökonom und Philosoph |

## Münzen
(1990–1993)
- 10 Pfennig (kymmenen penniä / tio penni) – Maiglöckchen
- 50 Pfennig (viisikymmentä penniä / femtio penni) – Bär
- 1 Mark (yksi markka / en mark) – Wappenlöwe Finnlands
- 5 Mark (viisi markkaa / fem mark) – Saimaa-Ringelrobbe
- 10 Mark (kymmenen markkaa / tio mark) – Auerhahn